# Blanchet
Blanchet è un'azienda svizzera di orologeria, creata nel 1819 da Jean Blanchet. Proprietario attuale del marchio è D Group.

## Storia
Jean Blanchet fu un produttore di orologi svizzero cresciuto a Lione, in Francia, dove suo padre, Pierre Blanchet, era proprietario di una piccola fabbrica di orologi. Nel 1789 costituì la prima orologeria che raggiunse nel giro di pochi anni un buon successo in tutta Europa. 
Nel 1828 sposò Laura Wilson, la figlia di un ambasciatore inglese, da cui ebbe un figlio, Yves Blanchet, che decise di proseguire l'attività paterna e perfezionarsi nella tecnica e nel design degli orologi presso l'Ecole Royale de l'Horlogerie de Cluses.
Yves assunse il controllo della ditta nel 1852, quando il padre morì in un incidente. Nel 1856 si trasferì a Coppet, vicino al lago di Ginevra.
Tra i personaggi storici più famosi che hanno apprezzato gli orologi Blanchet si ricordano Napoleone III, che fece creare dei modelli apposta per farne regalo ad alcuni ufficiali dell'Esercito francese, e il primo ministro inglese William Ewart Gladstone.